# Duinmeer (Zuid-Kennemerland)
Het Duinmeer ligt in het duingebied van Midden-Herenduin in het Nationaal Park Zuid-Kennemerland, Noord-Holland, er is vooral veel natuur om het meer heen. Daarnaast is het meer ook een broedplaats voor vogels. Rond het Duinmeer zijn meestal ook veel meeuwen te vinden, omdat het Duinmeer vrij dicht bij de kust ligt. Het Duinmeer onderscheidt zich van een duinvallei doordat het Duinmeer permanent onder water staat, in tegenstelling tot duinvalleien die in ieder geval gedurende een deel van het jaar droog kunnen vallen. Ook is er een vogeluitkijkpunt.
Andere meren in het Nationaal Park zijn het Vogelmeer, Spartelmeer, Oosterplas, 't Wed, Cremermeer, Kennemermeer en het Meertje van Burdet.